# 孙自强 (政治人物)
孙自强（1937年5月—2014年9月25日），四川甘洛人，中华人民共和国政治人物。
1958年，任喜德县县长。1978年任中共凉山州委书记。1981年，任中共四川省委民工委副书记、四川省民委副主任、主任。1993年，任四川省人大常委会副主任。2014年去世。